# Lega dei Comunisti della Voivodina
La Lega dei Comunisti della Voivodina (in serbo-croato Savez komunista Vojvodine / Савез комуниста Војводине, SKV) è stata la sezione della Lega dei Comunisti di Serbia nella Provincia Socialista Autonoma della Voivodina.

## Capi del Partito
- Segretari del Comitato provinciale del SKV
  - Isa Jovanović (1943)
  - Jovan Veselinov (1943-1946)
  - Dobrivoje Vidić (1946-maggio 1951)
  - Stevan Doronjski (maggio 1951-1966)
  - Mirko Tepavac (1966-1969)
  - Mirko Čanadanović (1969-24 dicembre 1972)
  - Dušan Alimpić (24 dicembre 1972-28 aprile 1981)
  - Boško Krunić (28 aprile 1981-28 aprile 1982)
- Presidenti della Presidenza del Comitato provinciale del SKV
  - Marko Đuričin (28 aprile 1982-28 aprile 1983)
  - Slavko Veselinov (28 aprile 1983-28 aprile 1984)
  - Boško Krunić (28 aprile 1984-24 aprile 1985)
  - Đorđe Stojšić (24 aprile 1985-1988)
  - Milovan Šogorov (1988-6 ottobre 1988)
  - Boško Kovačević (14 novembre 1988-20 gennaio 1989)
  - Nedeljko Šipovac (20 gennaio 1989-16 luglio 1990)